# ستيفن هنري
ستيفن هنري (بالإنجليزية: Stephen Henry)‏ هو مدرس ومخرج بريطاني، ولد في 27 سبتمبر 1968 في لندن في المملكة المتحدة.